# Christa Helm
Christa Helm (* 11. November 1949 in Milwaukee, Wisconsin; † 12. Februar 1977 in Los Angeles; geboren als Sandra Lynn Wohlfeil) war eine US-amerikanische Schauspielerin.

## Leben und Wirken
Christa Helm wurde am 11. November 1949 als älteste von drei Töchtern des Ehepaars Harry und Dolores Wohlfeil geboren. Drei Jahre nach Helms Geburt ließen die Eltern sich scheiden.
Im Jahr 1967 wurde Christa Helm im Alter von 17 Jahren schwanger. Sie heiratete den Vater des Kindes in einer sogenannten Mussheirat, lebte jedoch nicht mit ihm zusammen. Einige Monate später kam die Tochter Nicole zur Welt, der Vater verstarb kurz nach der Geburt bei einem Motorradunfall.
Nach der Geburt ihrer Tochter begann Helm zunächst als Kellnerin zu arbeiten. Anfang der 1970er-Jahre ließ Helm ihr Kind in der Obhut einer Freundin zurück und zog nach New York, um eine Schauspielkarriere zu starten. Dort fand sie schnell Zugang zu den höheren gesellschaftlichen Kreisen und machte die Bekanntschaft berühmter Persönlichkeiten.
1972 spielte Helm eine kleine Rolle in dem Spielfilm Legacy of Satan, der allerdings erst zwei Jahre später veröffentlicht wurde. 1973 gab ihr der Produzent Stuart Duncan die Hauptrolle in Film Let’s Go for Broke des Regisseurs Gerard Damiano, der 1974 uraufgeführt wurde und sich als Flop erwies. Davon unbeeindruckt zog Helm einige Monate später nach Hollywood, wo sie kleine Rollen in den Fernsehserien Starsky & Hutch und Wonder Woman spielte.
Am 12. Februar 1977 wurde Christa Helm vor dem Haus ihres Agenten in Los Angeles erstochen. Der Täter wurde bis zum heutigen Zeitpunkt nicht überführt.
Der Mord an Christa Helm fand auf den Tag genau ein Jahr nach dem Mord an dem Schauspieler Sal Mineo in derselben Gegend statt und wurde auf ähnliche Weise verübt, weshalb die Polizei zeitweise denselben Täter verdächtigte. Diese Vermutung konnte sich jedoch nicht bestätigen. Auch zum heutigen Zeitpunkt sind die Umstände, die zu Helms Ermordung führten, Gegenstand zahlreicher Spekulationen. Im Mittelpunkt der Spekulationen steht die Behauptung, Helm habe Tagebuch über ihre Bekanntschaften geführt und die Begegnungen auf Tonband aufgezeichnet.

## Filmografie
- 1974: Legacy of Satan
- 1974: Let’s Go for Broke (als Christ Helm)
- 1976: Starsky & Hutch (Fernsehserie, Folge 1x17 Keine Bewährung für den Helfer)
- 1976: Wonder Woman (Fernsehserie, Folge 1x04 Beauty on Parade)